# Vilaller
Vilaller è un comune spagnolo di 700 abitanti situato nella comunità autonoma della Catalogna.